# Не зови волков
«Не зови волков» (англ. Never Cry Wolf) — американский кинофильм режиссёра Кэррола Бэлларда, экранизация известного романа канадского писателя Фарли Моуэта «Не кричи: „Волки!“», рассказывающего историю о жизни зоолога среди волков. Фильм был номинирован на премию «Оскар» за лучший звук.

## Сюжет
Молодого зоолога Тайлера отправляют в Северную Канаду для того, чтобы он собрал сведения, доказывающие, что волки истребляют оленей карибу. Но, изучив ситуацию на месте, он приходит к другим выводам и в дальнейшем пытается повлиять на мнение о волках как о кровожадных хищниках, истребляющих оленей.

## В ролях
- Чарльз Мартин Смит — Тайлер
- Брайан Деннехи — Роси
- Захари Иттимангнак — Отек
- Самсон Джора — Майк
- Хью Уэбстер
- Марта Иттимангнак — жена Отека
- Том Дальгрен — охотник
- Уолкер Стюарт — охотник